# Stiefeln
Stiefeln, aus dem holländischen Wort stevelen abgeleitet, was so viel bedeutet wie über den Steven fahren, bezeichnet eine alte Art der Fortbewegung in der Binnenschifffahrt. Dabei lässt man das Schiff ohne Antrieb zu Tal fahren. Eine andere Bezeichnung lautet: Mit kaltem Druck fahren. Diese Art, ein Schiff stromabwärts zu bewegen, war früher weit verbreitet, da sie am günstigsten war, weil dadurch die Schleppkosten eingespart wurden. Als Naufahrt bezeichnete man früher lokal das Treibenlassen stromabwärts von Schiffen auf der Donau und ihren Nebenarmen.

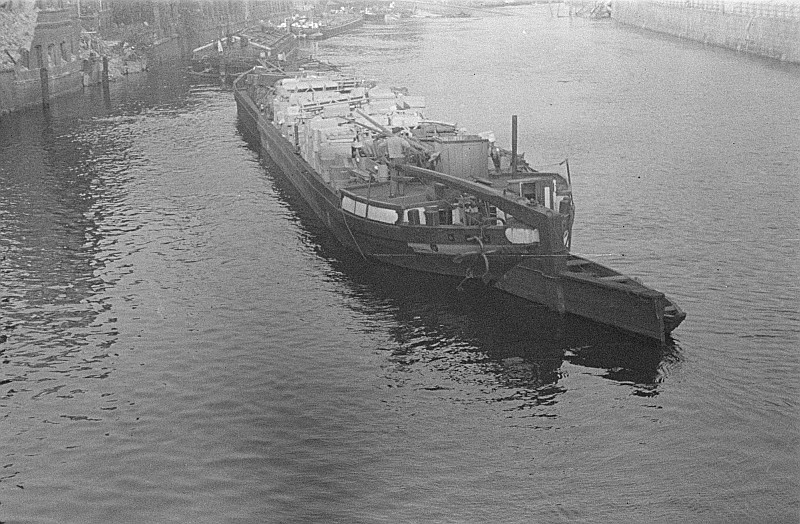
Schleppkahn mit großem Ruder, Beiboot und fallbereitem Anker

## Technik
Da jeder Fluss ein natürliches Gefälle hat, bildet die Wasseroberfläche eine geneigte Ebene. Ein Schiff treibt mit der Strömung zu Tal und wird dabei auf Grund seiner Masse mit der Zeit schneller als die Strömung und bleibt mit einem entsprechend großen Ruder auch steuerbar. Die Schleppkähne hatten dazu am Ruder einen Schieber, mit dem die Ruderfläche vergrößert werden konnte. Beste Voraussetzungen hatten dabei strömungsgünstig geformte Schiffe mit einer eckigen Kimm. Auf Reisen von Andernach nach Rotterdam wurden Geschwindigkeiten bis zu 14 km/h gemessen. Das Stiefeln war nur mit beladenen Schiffen möglich, da sie mehr Masse hatten und nicht so anfällig gegen auftretende Winde waren. Der Kahn wurde etwas auf den Kopf beladen, das heißt, der Tiefgang des Schiffes war im Bugbereich größer als am Heck. Dies verbesserte die Manövrierfähigkeit.
Auf Nebenflüssen und kleineren Flüssen mit geringen Kurvenradien hat man häufig mit Bundstaken oder Schoorbäumen gearbeitet. Diese wurden in Fahrtrichtung schräg in den Grund gesetzt und mit einer Leine am oberen Ende im Bugbereich des Schiffes, meist zwischen den Doppelpollern, festgesetzt. Im Gebiet der Oder wurde dieser Arbeitsvorgang zippeln genannt. So konnte der Bug vom Ufer in die Fahrrinne zurück gelenkt werden. Zeitweise wurden auch Buglappen – das sind lange Ruderriemen, wie sie auf Flößen verwendet wurden – zum Steuern an Bug und Heck eingesetzt.
Wichtige Ausrüstungsgegenstände waren weiterhin am Bug und Heck ständig fallbereite Anker, speziell Draggen, die zum Aufstoppen des Schiffes und auch zur Verringerung der Geschwindigkeit eingesetzt wurden. In engen Fahrwassern wurde zum Verringern der Fahrt und bei der Ansteuerung von Brücken ein schweres Ankerkettenteil mit mehreren Kettengliedern an einer Drahtleine nach achtern gesteckt und auf dem Flussgrund schleifen gelassen. So konnte ebenfalls die Geschwindigkeit verringert, das Schiff aber durch langsame Fahrt steuerbar gehalten werden. Um in schwierigen Fahrwassern das Schiff bereits weithin erkennbar zu machen, wurde am Bug ein mehrere, manchmal bis zu fünf Meter hoher Flaggenmast mit einem großen roten Wimpel gesetzt. Ein weiteres wichtiges Hilfsmittel war das ständig einsatzbereite Beiboot, der Flieger. Dieses kleine Beiboot wurde benötigt, um nach dem Aufankern des Kahnes eine tragfähige Leine an Land zu bringen. Dort wurde sie in fest verankerte Ringe und Ketten eingeschäkelt und ermöglichte ein Umgeben in eine Hafeneinfahrt bzw. in einen Stichkanal ohne Hilfe von außen. Bei günstigen Uferbedingungen konnte dafür auch ein Schwenkbaum genutzt werden.

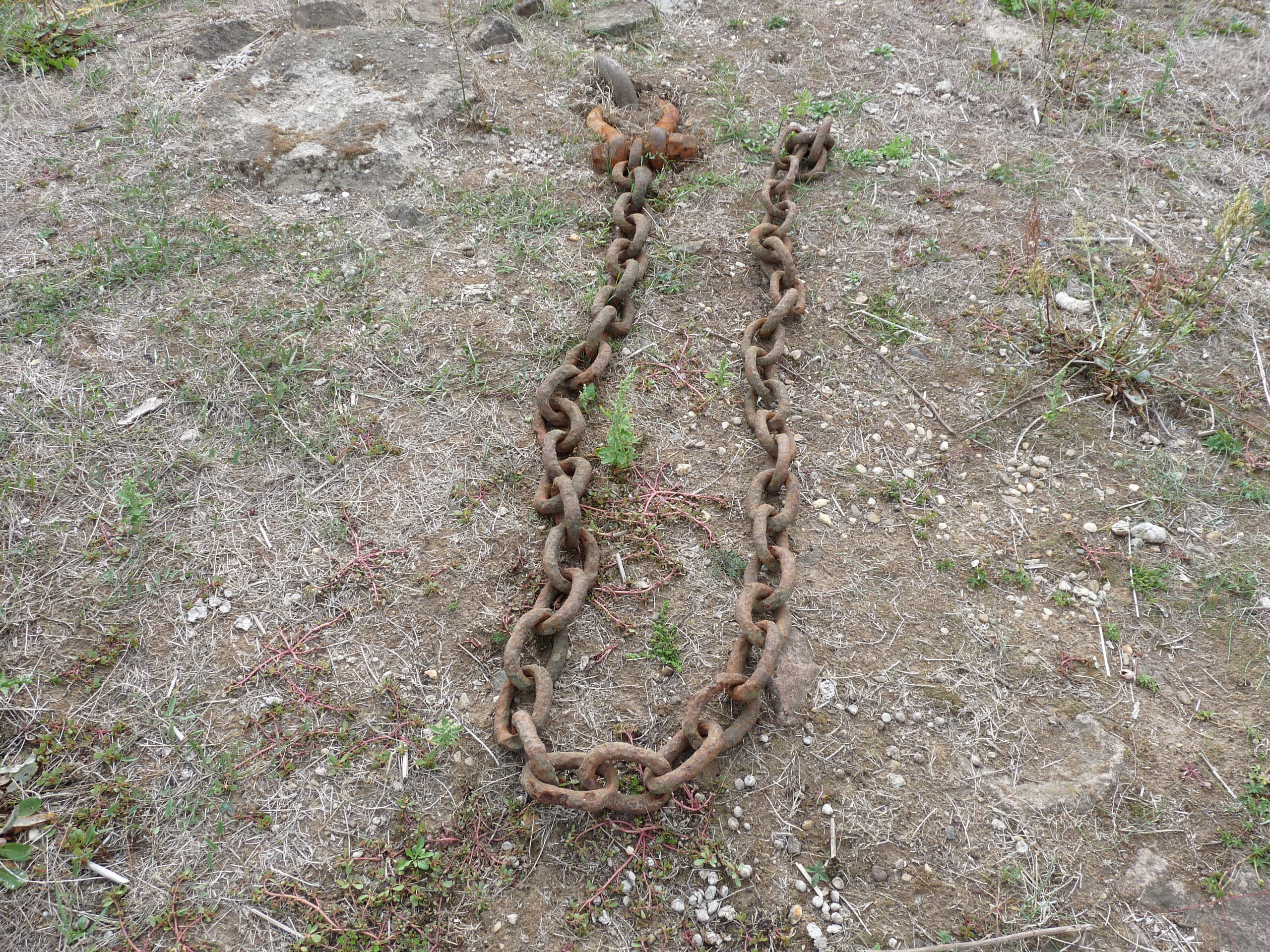
In der Böschung des Ostufers der Elbe verankerte Kettenreste bei Parey

Ein freifahrender, gestiefelter Frachtkahn ist schlechter zu manövrieren als ein von einem Motor angetriebenes Frachtschiff. Durch den ständig zunehmenden und immer dichter werdenden motorisierten Schiffsverkehr kam es zu einer Gefährdung der Schifffahrt und das Stiefeln auf den Flüssen wurde nach und nach unterbunden. Auf dem Rhein wurde das Stiefeln ab 1939 nachts und ab 1955 gänzlich verboten.